# Мечеть Мамай
Мечеть Мамай (азерб. Mamay məscidi) — мечеть на улице Г. Аскерова в квартале (мехелле) Мамай города Шуша.
Распоряжением Кабинета министров Азербайджанской Республики от 2 августа 2001 года мечеть Мамай взята под охрану государства как архитектурный памятник истории и культуры местного значения (инв № 5166).
В годы советской власти, когда некоторые старинные здания города использовались для проведения культурно-массовых мероприятий, мечеть была превращена в Дом поэзии.

## Описание
По архитектурной композиции главного фасада, мечеть Мамай относится к типу шушинских квартальных мечетей с плоским фасадом и асимметричным входом. По архитектурно-конструктивному решению внутреннего пространства, мечеть относится к типу шушинских квартальных мечетей с трёхнефным членением молитвенного зала с использованием сводов и стрельчатых арок, которые опираются на восьмигранные колонны. В мечети, как и в других квартальных мечетях города, в глубине молитвенного зала, напротив михраба, на втором ярусе была предусмотрена небольшая открытая галерея, обрамлённая тремя стрельчатыми арками. Эта галерея предназначалась для женщин.